# 三竃島
座標: 北緯22度2分38.7秒 東経113度20分47.8秒 / 北緯22.044083度 東経113.346611度
三竃島（さんそうとう）は、中国南部にあった島。島名は、島内を縦断する三本の尾根が、上空から俯瞰するとちょうど竈の形のように見えることに由来するという。

## 概要
そもそも三竈島は貧しい半農半漁の島で、国民党統治時代には、現在の珠海空港に沿った「五保」（5つの村落）と、島中央部にひろがる平野部にある「十三保」（13の村落）で構成されていた。かつて、住民は温和ながら、ときに海賊に襲われることもあって、いざとなれば戦う精悍な人々であったという。

### 日中戦争時の歴史
1938年2月（旧暦1月）、日本海軍は中国本土爆撃用の飛行場適地を探して蓮塘湾から三竃島に上陸したが、このときは住民に危害を加えることなく、いったんは横琴島方面に退却した。しかし1938年4月（旧暦3月）、海軍陸戦隊6,000人を満載した上陸用舟艇が再び三竈島に上陸、大規模な掃討作戦を展開。三竃島を占領し、第14航空隊専用の中国本土爆撃用の秘密飛行場(第六航空基地)を建設した。
大井篤元大佐の知るところによれば、上述の飛行場を作るに際し使用した数百人の住民を全て殺害したという。戦後に現地でまとめられた資料『中山抗戦初期資料考述』（中山市文史資料委員会編）にも、現地及び北方にある中山県から人を拉致、飛行場建設の強制労働に使い、最後には殺したことが記載されていたとされる。日本海軍側が5次にわたって纏めた『三竃島特報』によれば、海軍の占領により、12,000人がいたものの、1938年4月中旬に北部住民を掃蕩、多数の住民が大陸に（一部は島の山中にも）逃亡したこともあって、上陸からの3か月で（おそらく島内の日本軍支配地域という意味ではないかと思われるが）南部の約1,800名の住民を残すのみとなったという。飛行場基地建設は11月頃まで続けられた。日本軍は航空機の発着回数等の軍事機密を守るため海上を封鎖、住民は海に出られなくなり、島の外との連絡を遮断され、夜には他の家を訪ねることも禁じられ、住民は農作物は自給できたものの、外部からの物資が入らなくなり、物不足で困窮した。また、中国側の『中山抗戦初期史料考述』によると、むしろ1939年の4月12日から14日まで大虐殺があり、魚奔村で386人を殺害、全島にわたって家屋や舟の焼き払いを行い、被害者は二千人余りにも達したという（ただし、中国側でも、難民からの情報を元にしたマカオ等の周辺地域の当時の新聞報道や先の『三竃島特報』に基づいて、これを1938年4月のこととみるものが多い。一方で、日本側にも1939年に日本人移民を入植させるため、安全確保のため危険分子の潜む可能性のある集落の掃蕩を図ったことがあったのではないかと見る向きもある。）。
また、マカオ等の島外に脱出した者も多数いたが、それらの者の中には生業を失い、餓死することになった者もいたという。
この時期、三竈島は自発的な、あるいは国民党が周囲から送り込む抗日ゲリラによる襲撃や中国空軍の空襲により、日本軍にとっても困難な状況であった。しかし、1938年10月の広州市占領や1939年10月の北方にある中山県攻略により、抗日ゲリラの活動はようやく沈静化する。それまでの住民の虐殺や逃亡により広大な土地が残り、既に1939年5月頃には機密保護や日本軍の食糧確保の観点からも日本人を入植させる計画が進められていた。1939年9月以降二次にわたって、沖縄から「軍属」として、農業移民100家族、約400人が入植した。当初は飛行場の周辺に日本人を入植させ、そこにいた中国人はその外部に移動させられた。初期の移民らは、畑に骨が転がっているのを見ることになり、婦人の中には脅えて泣いていた者もいたという。
日本人農業移民の子弟のためには興亜第一国民学校（現中興小学）が開校したほか、日本軍に帰順した海岸沿いの島民向けの興亜第二国民学校（現海澄小学）が開校し、日本人、台湾人軍属らが教壇に立ち、卒業生を出していた。このほか、島中心部には神社（現三竈鎮政府庁舎敷地内）があったほか、興亜第二国民学校近くにも鳥居のある祠があった。現在では戦後の埋め立て工事によって大陸と地続きになっている。
戦後逃げていた人々が戦後戻ってきて、1948年に地元、香港、マカオの中国人が共同で資金を出して茅田村の東に万人墳を建設して遺骨を埋葬した。「三灶島三・一三死難同胞紀念碑」が立てられ、碑文には、占領期に日本軍が「同胞二千八百九十一人」を殺害したと刻まれている。万人墳から300メートルほど離れた魚弄村の西部に、千人墳があり、こちらは日本軍が殺害した魚弄村の村人が埋葬されたところで、三灶抗敵殉難人民之墓の碑がある。萬人墳では毎年旧暦3月13日に大規模な墓前祭が行われ、この萬人墳と千人墳は中国の国家文物にも指定されている。

### 現在
広東省珠海市金湾区三竈鎮。かつて日本軍が作った空港は国内空港である珠海金湾空港となり、北京、上海など一日20便あまりが発着している。毎年、航空ショーが行われている。現地は珠江三角州の河口部に立地し、豊富な土地、水資源に恵まれているうえ、航空、海運、陸上輸送の要衝に有り、隣接する横琴島とともに工場誘致が進み、台湾、日本など海外資本の工場が進出しており、珠海経済特区有数の工場地帯となった。隣接する横琴島、さらにその隣のマカオともども、中国第四の大河珠江が運ぶ川砂でしだいに海が埋まり、陸地面積が広がるという宿命にあり、戦後進んだ埋め立てと相まって、往時の原地形は著しく失われている。三竈島も現在は橋梁で他の地区と結ばれ、拱北、香洲など珠海市中心部とは、高速道に匹敵する快適な道路で結ばれており、自動車で約40分から1時間の行程である。
なお、前記日中戦争時の虐殺について特集するためにNHK孫請けのスタッフが現地取材に行き、現地の共産党幹部と協力への感謝とさらにその返礼の宴となり、NHKスタッフの一人が奨められるまま白酒（パイチ ュ ウ）の乾杯を繰り返して飲み続け、急性アルコール中毒で亡くなる事件が起こっている。もてなす側は相手方が満足し断るまで馳走しなければ失礼にあたると考える中国の伝統的な習慣と、相手に奨められた以上それを断るのは失礼にあたると考える日本側の習慣の違いが招いた悲劇とみられる。